# Нове Място Любавске
Нове Място Люба̀вске (на полски: Nowe Miasto Lubawskie; на немски: Neumark in Westpreussen) е град в Северна Полша, Варминско-Мазурско войводство. Административен център е на Новомейски окръг, както и на селската Новомейска община, без да е част от нея. Самият град е обособен в самостоятелна градска община с площ 11,37 км2. Към 2010 година населението му възлиза на 11 061 души.